# 午夜城堡搶救行動
《午夜城堡搶救行動》（英語：Rescue at Midnight Castle）是1984年基於孩之寶彩虹小馬玩具線的動畫電視劇集，為當時所計劃的電視影集的試播節目，配音員包括Sandy Duncan和Tony Randall等人。

## 外部連接
- 互联网电影数据库（IMDb）上《午夜城堡搶救行動》的资料（英文）